# Diecai
Diecai léase Dié-Dsái (en chino, 叠彩区; pinyin, Diécǎi qū) es un distrito urbano bajo la administración directa de la Prefectura Guilin en la Región autónoma de Guangxi, República Popular China. Su área es de 51 km² y su población total para 2020 superó los 200 mil habitantes.

## Administración
El distrito de Diecai se divide en 3 pueblos que se administran en 2 subdistritos y villa.